# Ploceus galbula
Ploceus galbula là một loài chim trong họ Ploceidae.